# Edelaraudtee Infrastruktuuri
Edelaraudtee Infrastruktuuri AS - prywatny estoński zarządca infrastruktury kolejowej. Spółka zależna firmy Edelaraudtee, należącej do brytyjskiego koncernu transportowego FirstGroup.
Do przedsiębiorstwa należy zarząd dwiema niezelektryfikowanymi liniami kolejowymi położonymi w zachodniej części Estonii. Długość linii kolejowych w administrowaniu Edelaraudtee Infrastruktuuri wynosi około 220 kilometrów.

## Linie kolejowe Edelaraudtee Infrastruktuuri
- Lelle - Viljandi - jednotorowa, niezelektryfikowana linia kolejowa o długości 78,7 km.
- Tallinn - Pärnu - jednotorowa, niezelektryfikowana linia kolejowa o długości 141,4 km[1].